# Auhovci
Auhovci (Akkinci; Аккинцы, Ауховцы; čečenski Ӏовхой), jedno od čečenskih plemena sa sjevernog Kavkaza nastanjeno u Dagestanu u Auhovskom distriktu (Ауховский район), Rusija. Mnogi Auhovci stradavaju u vrijeme staljinovih deportacija (1943-1944) pa se kasnije na njihovo područje naselajvaju Avarci, Lakci i Darginci. Do povratka Auhovca u Auhovski distrikt dolazi u rujnu 1991. ().

## Vanjske poveznice
- ЧЕЧЕНЦЫ-АККИНЦЫ (АУХОВЦЫ) И ИХ ГРАЖДАНСКИЕ ФОРМИРОВАНИЯ